# Lila Tretikov
Lila Tretikov, de son nom originel russe Olga « Lialia » Alexeïevna Trétiakova (en russe : Ольга « Ляля » Алексеевна Третьякова) à Moscou le 25 janvier 1978, est directrice générale de la Fondation Wikimédia du 1er juin 2014 au 31 mars 2016.

## Biographie

### Jeunesse et formation
Lila Tretikov naît à Moscou, alors capitale de l'Union des républiques socialistes soviétiques. Son père est mathématicien et enseigne à l'université d'État de Moscou, sa mère est réalisatrice de films. La jeune fille émigre aux États-Unis à l'âge de seize ans et est accueillie par un oncle qui réside déjà dans le pays,. Elle paie sa dernière année de lycée en travaillant comme serveuse, ce qui lui permet également d'améliorer sa pratique de l'anglais. Durant ses études d'informatique à l'université de Californie à Berkeley, elle travaille sur l'apprentissage automatique (machine learning).

### Carrière
Tretikov quitte l'université en 1999 avant d'obtenir son diplôme pour rejoindre Sun Microsystems,. L'année suivante, Tretikov fonde GrokDigital, une société de marketing technologique. Elle est recrutée par SugarCRM, éditeur de logiciel de gestion de la relation client, où elle occupe les postes de directrice des systèmes d'information (Chief Information Officer) et de vice-présidente de l'ingénierie. Tretikov est coauteur de plusieurs brevets. En 2012, elle reçoit un Stevie Awards for Women in Business, prix récompensant les femmes dans le monde des affaires. En mai 2014, Lila Tretikov est Chief Product Officer de SugarCRM et siège au conseil consultatif de Zamurai, éditeur d'une solution collaborative mobile.
Lila Tretikov est recrutée par la Fondation Wikimédia pour succéder à Sue Gardner au poste de directrice générale. Elle prend ses fonctions le 1er juin 2014. Le 25 février 2016, elle annonce sa démission du poste de directrice générale à compter du 31 mars 2016, révélant une crise qui affecte la Fondation Wikimédia.